# El Coleta
Ramsés Gallego (Madrid, 1980), conegut en el món musical com a El Coleta, és un actor, director de cinema i cantant de rap de Moratalaz, considerat com un dels referents del rap quinqui i de la renovació del rap a l'Estat espanyol en fusionar-lo amb la rumba-pop, el punk rock o el trap.

## Trajectòria
El Coleta va néixer al barri madrileny de Moratalaz l'any 1980 i es va decantar per fer rap influït per grups com 7 notes 7 colores o El Club de los Poetas Violentos. El 2005, va començar a escriure lletres i fer sampleig amb el nom de D-Lito, i el 2006 va presentar el seu primer disc, conjuntament amb Broder Chegar, Huevos y palabra. El 2008 va treure D-Litokrazia, assentant en aquest treball el seu estil futur. El 2009 publicà, en solitari, Iberikan Stafford, el 2011 el seu segon àlbum Més cornás da el hambre, i el 2018 Neokinki.
Ha col·laborat amb artistes com C Tangana, Niño de Elche, Mala Rodríguez o Cecilio G. També ha participat en la pel·lícula Quinqui Stars de Juan Vicente Còrdova, en la qual s'interpreta a si mateix intentant realitzar un documental sobre el cinema quinqui.
Des del principi, El Coleta es va allunyar de l'arquetip de raper estatunidenc i es va identificar amb referents ibèrics. En les seves cançons crea un imaginari i un discurs al voltant dels barris obrers dels anys 1980 en el qual és crític amb l'operació cosmètica que va suposar la Transició espanyola i amb la institucionalització de la Movida madrilenya. En les seves cançons s'hi poden rastrejar personatges com Antonio Tejero, Jesús Gil, Alaska o referències a la Guerra Civil o el garrot vil.

## Discografia
- Iberikan Stafford (2009)
- Más cornás da el hambre (2011)
- Yo, El Coleta (2013)
- M.O.Vida Madrileña (2015)[6]
- Neokinki (2018)
- Chunda Rumba (2024)